# Ivan Manev
Ivan Manev, född den 23 november 1950, är en bulgarisk kanotist.
Han tog OS-brons i K-4 1000 meter i samband med de olympiska kanottävlingarna 1980 i Moskva.